# Heyggjurin Mikli

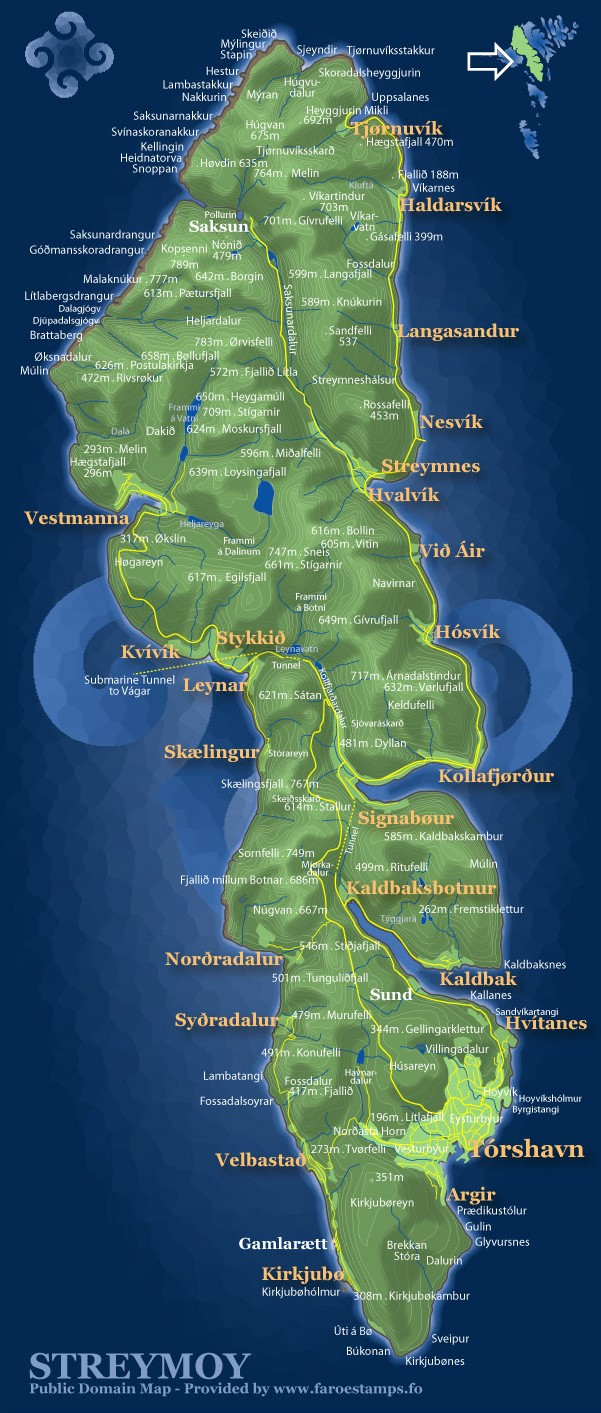
Karta över Streymoy med Heyggjurin Mikli utmärkt

Heyggjurin Mikli är ett berg på ön Streymoy som är huvudön i ögruppen Färöarna. Bergets högsta topp är 692 meter över havet, vilket gör berget till det trettonde högsta berget på ön. Toppen ligger på den nordligaste delen av Streymoy, nära det lilla samhället Tjørnuvík som är den nordligaste bosättningen på ön.